# Jean Chacornac
Jean Chacornac (Lione, 21 giugno 1823 – Villeurbanne, 23 settembre 1873) è stato un astronomo francese.
Studiò all'Osservatorio di Marsiglia, dove collaborò con Benjamin Valz, per poi diventare assistente astronomo presso l'Osservatorio di Parigi. Nel 1856 pubblicò un celebre atlante delle eclissi; nella sua attività si interessò anche attivamente delle macchie solari.
L'asteroide 1622 Chacornac ed il cratere Chacornac sulla superficie della Luna furono battezzati in suo onore.

## Asteroidi scoperti
Chacornac scoprì 6 asteroidi:
| Asteroide     | Data della scoperta |
| ------------- | ------------------- |
| 25 Phocaea    | 6 aprile 1853       |
| 33 Polyhymnia | 28 ottobre 1854     |
| 34 Circe      | 6 aprile 1855       |
| 38 Leda       | 12 gennaio 1856     |
| 39 Laetitia   | 8 febbraio 1856     |
| 59 Elpis      | 12 settembre 1860   |

Ha scoperto anche la cometa C/1852 K1 Chacornac.
| Controllo di autorità | VIAF (EN) 7687735 · ISNI (EN) 0000 0000 8087 2482 · SBN NAPV092037 · CERL cnp01391810 · LCCN (EN) no2008129946 · GND (DE) 11765096X · BNE (ES) XX1776525 (data) · BNF (FR) cb15303029t (data) |